# Kristina Valjas
Kristina Valjas (2 de junho de 1987) é uma jogadora de vôlei de praia canadense.

## Carreira
Nos Jogos Olímpicos de Verão de 2016 ela representou seu país ao lado de Jamie Broder, caindo nas oitavas-de-finais.